# 小行星324
小行星324（324 Bamberga）是一颗围绕太阳公转的小行星。1892年2月25日，約翰·帕利薩在维也纳描述了此天体。在当时，这颗直径超过200千米的小行星成为了小行星带中最大的小行星之一。除了近地天体之外，这是最后一颗人类发现的能用双筒望远镜观测的小行星。小行星324最大相对亮度高达8.0，在所有已知的小行星中排名第11，其亮度与土星的天然卫星泰坦相同。
該小行星以德國的城市班貝格命名。
这颗小行星的绝对星等为6.82等。

## 相关條目
- 小行星列表/10001-11000

## 外部連結
- Asteroid Lightcurve Database (LCDB) （页面存档备份，存于）, query form (info （页面存档备份，存于）)
- Dictionary of Minor Planet Names, Google books
- Discovery Circumstances: Numbered Minor Planets (10001)-(15000) （页面存档备份，存于） – Minor Planet Center
- 小行星324 at AstDyS-2, Asteroids—Dynamic Site
  - Ephemeris · Observation prediction · Orbital info · Proper elements · Observational info
- NASA JPL小天體瀏覽器上的小行星324

| 前一小行星： 小行星323 | 小行星列表 | 後一小行星： 小行星325 |